# Sergio Sánchez
Sergio Sánchez, född 1 oktober 1982 i La Pola de Gordón i Kastilien och Leon i nordvästra Spanien, är en spansk friidrottare (medel- och långdistanslöpare).

## Personliga rekord

### Utomhus
- 1 500 meter 	3.39,79	- 	San Sebastián	(3 juli 2004)
- 3 000 meter	7.45,51	- 	Zaragoza	(18 juli 2009)
- 5 000 meter	13.21,79 - 	Málaga	        (27 juni 2009)

### Inomhus
- 1 500 meter	3.40,63	- 	Valencia	(9 februari 2008)
- 2 000 meter	4.52,90	- 	Oviedo	        (23 januari 2010)
- 3 000 meter	7.32,41	- 	Valencia	(13 februari 2010)